# Auriculastra duplicata
Auriculastra duplicata is een slakkensoort uit de familie van de Ellobiidae. De wetenschappelijke naam van de soort is voor het eerst geldig gepubliceerd in 1854 door L. Pfeiffer.
De soort is een landslak die voorkomt op de Japanse eilanden Honshu, Kyushu en Shikoku. 